# 臭化1-エチル-3-メチルイミダゾリウム
臭化1-エチル-3-メチルイミダゾリウム（英: 1-Ethyl-3-methylimidazolium bromide、EMIM Br）は、融点が100 °C未満のイオン液体である。

## 調製
臭化1-エチル-3-メチルイミダゾリウムは、1-メチルイミダゾールとブロモエタンとのマイクロ波反応によって調製できる。

EMIM Brの合成

## 用途
臭化1-エチル-3-メチルイミダゾリウムは、1-エチル-3-メチルイミダゾリウムカチオンを持つイオン液体の合成における出発化合物である。また、臭化1-エチル-3-メチルイミダゾリウムは、バイオマス用の溶媒として、および金属析出のための電気化学プロセスにおいて使用することができる。